# Боровски, Тим
Тим Боро́вски (нем. Tim Borowski; 2 мая 1980, Нойбранденбург, ГДР) — немецкий футболист, центральный полузащитник, тренер. Боровски наиболее известен по выступлениям за бременский «Вердер», за который он сыграл 294 матча и забил 32 гола, а также мюнхенскую «Баварию». Он был игроком сборной Германии, провёл в её составе 33 матча и забил 2 гола. Со сборной Боровски становился бронзовым призёром чемпионата мира 2006 года и серебряным призёром чемпионата Европы 2008 года. В 2012 году он завершил игровую карьеру, через год перешёл на административную, а затем и тренерскую работу в «Вердере».

## Биография

### Клубная карьера
Тим Боровски начал заниматься футболом в детской команде своего родного города «Нойбранденбург 04», которая в начале 1990-х годов весьма успешно выступала на детском чемпионате Германии. В 1996 году Боровски перешёл в футбольную школу бременского «Вердера». В 1999 году Тим стал игроком резервного команды «Вердер II», которая выступала в Региональной лиге «Север», там он за два сезона хорошо проявил себя и был переведён в основной состав. 14 июля 2001 года Боровски впервые сыграл в официальном матче за «Вердер». Это был матч Кубка Интертото против бельгийского «Гента», на который он вышел в основном составе, провёл на поле 90 минут и отметился голевой передачей. 18 августа 2001 года Тим дебютировал в Бундеслиге, выйдя на замену в матче с клубом «Мюнхен 1860».
В сезоне 2003/2004, когда «Вердер» выиграл чемпионат и Кубок Германии, Боровски был уже полноценным игроком основного состава в команде Томаса Шаафа. В следующих сезонах Вердер также выступал весьма успешно, занимая вторые и третьи места в чемпионате Германии, дошёл до 1/8 финала Лиги чемпионов в 2006 году. Сезон 2005/2006 оказался наиболее успешным для Тима в плане личной статистики, в 31 матче Бундеслиги он отметился 10 забитыми голами и 11 голевыми передачами, а в 1/8 финала Лиги чемпионов он забил гол в ворота «Ювентуса».
Ещё в январе 2008 года Боровски достиг договорённости с «Баварией», что летом, когда заканчивалось действие его контракта с «Вердером», он перейдёт на правах свободного агента в мюнхенский клуб. Руководство «Вердера» предлагало Тиму подписать новый контракт, но он отказался. В «Баварии» Боровски провёл всего один сезон, в котором сыграл в общей сложности 35 матчей и забил 7 голов, но так и не смог стать полноценным игроком основного состава, из-за высокой конкуренции на позиции центрального полузащитника. Кроме того, инициатором приобретения Боровски был тренер Юрген Клинсманн, работавший с Тимом в сборной Германии, а пришедший на смену Клинсману Луи ван Гал не видел для игрока места в своей команде.
Летом 2009 года Боровски вернулся в «Вердер», с которым заключил контракт на три года с возможностью продления ещё на год. В сезоне 2010/2011 Тим неоднократно травмировал лодыжку, из-за чего пропустил много игр в чемпионате Германии. В 2011—2012 годах он почти не играл за «Вердер» из-за травм. Летом 2012 года закончилось действие контракта футболиста с клубом, и руководство «Вердера» не стало предлагать Тиму новое соглашение. В сентябре 2012 года 32-летний Боровски официально объявил о завершении игровой карьеры.

### Выступления за сборную
В 1999—2001 годах Боровски был игроком молодёжной сборной Германии, за которую он сыграл 15 матчей. 21 августа 2002 года Тим дебютировал в национальной сборной Германии, сыграв в товарищеском матче с командой Болгарии. Он никогда не был основным центральным полузащитником сборной, поскольку на этом месте плотно закрепился Михаэль Баллак, но регулярно выходил на замены, когда сборную тренировал Юрген Клинсман.
На чемпионате мира 2006 года Боровски подменил Баллака в стартовом матче с Коста-Рикой, играл так же во всех последующих, исключая матч за третье место. В четвертьфинальном матче с Аргентиной Боровски отметился голевой передачей на одноклубника Мирослава Клозе, а затем забил успешно реализовал первый послематчевый пенальти. В полуфинальном матче с командой Италии Тим вышел в стартовом составе на непривычном для себя месте левого полузащитника. Сборная Германии заняла на чемпионате мира третье место.
Вместе со сборной Боровски отправился и на чемпионат Европы 2008 года, однако там его роль в команде была незначительна. Он лишь в двух матчах выходил на поле и в общей сложности сыграл 18 минут. Четвертьфинальный матч с командой Португалии стал для Боровски последним в составе сборной Германии. Вместе с остальными футболистами немецкой сборной он получил серебряные медали чемпионата. Всего Боровски сыграл за сборную 33 матча, в которых забил 2 гола.

### После завершения карьеры игрока
В 2013 году Боровски получил работу в департаменте маркетинга «Вердера». Он проработал там 18 месяцев, пока в апреле 2015 года ему не предложили должность спортивного директора в клубной команде среди игроков до 23 лет. Контракт с Боровски был подписан сроком на три года. В его обязанности входит подготовка молодых игроков, прошедших обучение в клубной академии, к выступлениям за основной состав.

## Достижения
«Вердер»
- чемпион Германии 2004
- обладатель Кубка Германии 2004
- обладатель Кубка немецкой лиги 2006

Сборная Германии
- бронзовый призёр чемпионата мира 2006 года
- серебряный призёр чемпионата Европы 2008 года